# Bacton (Norfolk)
Bacton – wieś w Anglii, w hrabstwie Norfolk, w dystrykcie North Norfolk. Leży 28 km na północny wschód od Norwich i 185 km na północny wschód od Londynu.
W 2001 miejscowość liczyła 1130 mieszkańców.